# Le Golfe-du-Saint-Laurent
Le Golfe-du-Saint-Laurent ist eine regionale Grafschaftsgemeinde (französisch municipalité régionale du comté, MRC) in der kanadischen Provinz Québec.
Sie liegt in der Verwaltungsregion Côte-Nord und besteht aus sechs untergeordneten Verwaltungseinheiten (fünf Gemeinden und ein gemeindefreies Gebiet). Die MRC wurde am 7. Juli 2010 gegründet und ersetzte Basse-Côte-Nord, das keine gemeindefreien Gebiete umfasste. Der Hauptort ist Côte-Nord-du-Golfe-du-Saint-Laurent. Die Einwohnerzahl beträgt 4736 (Stand: 2016) und die Fläche 43.314,85 km², was einer Bevölkerungsdichte von 0,1 Einwohnern je km² entspricht.

## Gliederung
Gemeinden (municipalité)
- Blanc-Sablon
- Bonne-Espérance
- Côte-Nord-du-Golfe-du-Saint-Laurent
- Gros-Mécatina
- Saint-Augustin

Gemeindefreies Gebiet (territoire non-organisé)
- Petit-Mécatina

Auf dem Gebiet der MRC Le Golfe-du-Saint-Laurent liegen auch die Indianerreservate Pakuashipi und La Romaine, die jedoch autonom verwaltet werden und Enklaven bilden.

## Angrenzende MRC und vergleichbare Gebiete
- Minganie
- Division Nr. 9, Neufundland und Labrador
- Division Nr. 10, Neufundland und Labrador